# Atrichopogon inconspicuus
Atrichopogon inconspicuus är en tvåvingeart som beskrevs av Ewen 1958. Atrichopogon inconspicuus ingår i släktet Atrichopogon och familjen svidknott.
Artens utbredningsområde är Saskatchewan. Inga underarter finns listade i Catalogue of Life.